# Eugene Hütz

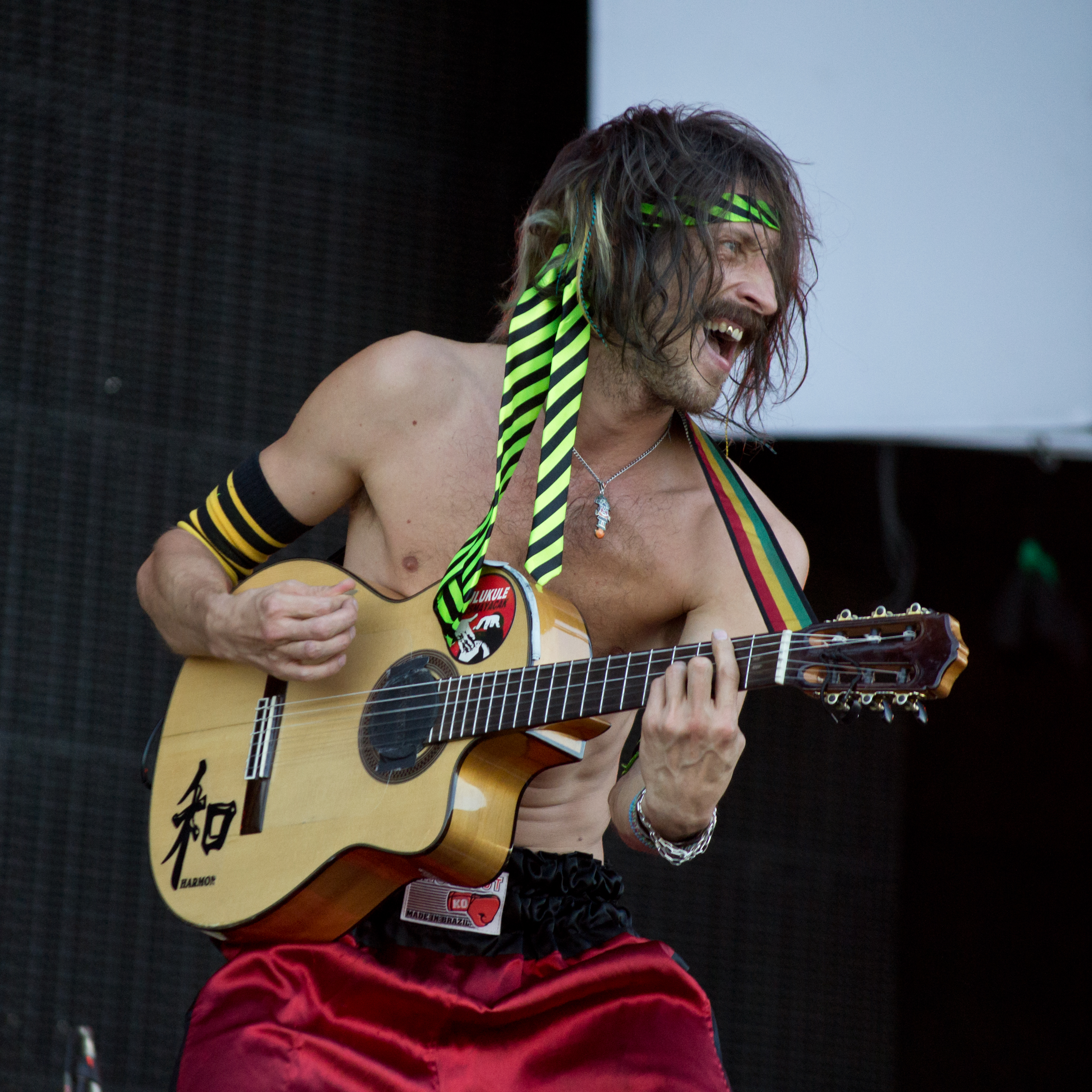
Eugene Hütz a Madrid el 2012.

Eugene Hütz (Євген Гудзь; Evgeny Aleksandrovitch Nikolaev) és el cantant i compositor de l'aclamada banda de punk gitano de Nova York, Gogol Bordello. També ha debutat com a actor i discjòquei, participant en les pel·lícules Tot està il·luminat i Filth and Wisdom.
Eugene Hütz va néixer a Bojarka, prop de Kíiv, el 6 de setembre de 1972 en una familia Ruso-Ucraïna-Romaní (Hütz-Nikolaev-Gontcharov). El seu pare, un carnisser, tocava la guitarra en Meridian, una de les primeres bandas de rock a Ucraïna. El camí de Hütz als Estats Units va ser un llarg viatge a través de Polonia, Hongria, Austria i Italia. Hütz i la seva família varen fugir de la seva ciutat natal en assabentar-se de l'accident de Txernòbil.
Hütz va començar la seva carrera musical a Ucraïna amb la banda Uksunsnik. Més tard, en Vermont, Hütz va formar The Fags i Flying Fuck, abdós prototips primerencs del que seria Gogol Bordello. El 1997, Hütz es va mudar a Nova York i va prendre el cognom de soltera de sa mare. Allí va ser on conegué els membres de Gogol Bordello, incloent el violinista Sergey Ryabtsev, l'acordionista Yuri Lemeshev, el guitarrista Oren Kaplan, el percussionista Pedro Erazo, el bateria Eliot Ferguson i les ballarines Pam Racine i Elizabeth Sun. Poc després de la seva formació, la banda ja comptava amb seguidors per tot el món.

## Joventut
Hütz va néixer a Boyarka, d'un pare ucraïnès-lituà, carnisser de professió i d'una mare ucraïnesa d'ascendència gitana de la meitat Servitka Roma. El seu pare també tocava la guitarra en una de les primeres bandes de rock d'Ucraïna, "Meridian". Quan Eugene tenia 14 anys, ell i el seu pare van fer la seva primera guitarra de fusta contraxapada, els seus primers pedals de distorsió amb peces de ràdio i la seva primera bateria de grans llaunes de peix de metall, pelades amb capes de cinta escocesa. Hütz va aprendre anglès a través dels seus "mentors" musicals perquè, tal com va dir, 
| « | "El rock rus sempre va tenir lletres excel·lents i més avançades que el rock and roll occidental original, crec. Per descomptat, el rock occidental és molt més fort quan pel que fa a la interpretació i la producció, però els compositors russos eren els defensors de l'escriptura de lletres. Així que, naturalment, vaig triar mentors que m'ensenyaven a explicar una història, com Johnny Cash o Nick Cave o Leonard Cohen o Shane MacGowan de The Pogues. Vaig aprendre. Anglès a través dels meus mentors. Em sento com si fossin els meus oncles en aquest sentit." | » |

 La transició d'Hütz a un cantant nord-americà va ser un llarg viatge per Polònia, Hongria, Àustria i Itàlia. Descendents dels romaní anomenats Servo Roma (una tribu coneguda pels seus ferrers, cavallers i músics), Hütz i la seva família van fugir de la seva ciutat natal després d'assabentar-se de la caiguda de Txernòbil. Van passar set anys caminant pels camps de refugiats d'Europa de l'Est abans d'establir-se als EUA. Mentre vivien a Kíiv, els pares de Hütz van amagar la seva ascendència gitana, i va ser durant aquest viatge que Hütz va conèixer les seves arrels. Van visitar el poble d'on procedia la seva família i els seus familiars el van introduir en els aliments i la música essencials de la seva cultura.
L'origen romà/ucraïnès d'Hütz proporciona la seva inspiració central, influenciant el seu estil de vida i la música de la seva banda "Gogol Bordello". La connexió de Hütz amb les seves arrels culturals no està exempta de controvèrsia, però, i se'l veu com una figura polaritzadora entre els activistes internacionals pels drets dels gitanos a causa de les mostres estereotipades de la cultura gitana.
Hütz va arribar a Vermont el 1992 com a refugiat polític mitjançant un programa de reassentament amb la seva mare, el seu pare i el seu cosí Yosef.

## Gogol Bordello
Hütz va començar la seva carrera musical a Ucraïna amb la banda "Uksusnik" (Vinegar Tap). Mentre estava a Vermont, Hütz va formar la banda de punk "The Fags". Més tard es va traslladar a Nova York i va agafar el nom de soltera alemany de la seva mare, Hütz. A Nova York, va conèixer els futurs membres de Gogol Bordello, com ara el violinista Sergey Ryabtsev, l'acordionista Yuri Lemeshev, el guitarrista Oren Kaplan, el bateria Eliot Ferguson i les ballarines Pam Racine i Elizabeth Sun. Primer va anomenar la banda "Hutz and the Bela Bartoks", però la va canviar després d'adonar-se que "ningú sap qui dimonis és Béla Bartók als Estats Units".
El 1999, Gogol Bordello va llançar el seu debut Voi-La Intruder de llarga durada, produït per Nick Cave i el bateria de Bad Seeds, Jim Sclavunos. Al setembre del 2002 la banda va llançar el seu segon àlbum Multi Kontra Culti vs. Irony. L'any 2005 la banda va llançar l'E.P. East Infection va seguir més tard aquell any pel debut de SideOneDummy, Gypsy Punks: Underdog World Strike, gravat per Steve Albini. La propera oferta de Gogol Bordello, Super Taranta! (produït per Victor Van Vugt) es va convertir en un dels seus llançaments més aclamats per la crítica amb el crític musical Robert Christgau que va qualificar Gogol Bordello de "la banda més visionària del món". el LP l'11 de maig de 2010. El sisè àlbum d'estudi de la banda, Pura Vida Conspiracy, es va publicar el 2013, seguit del seu setè, Seekers and Finders, el 2017.
Els espectacles en directe de Gogol Bordello i la presència escènica de Hütz els han valgut invitacions a llocs com el Whitney Museum de Nova York, la Tate Modern de Londres i la Biennal de Venècia a Itàlia. Gogol Bordello ha tocat esdeveniments com Riot Fest, Coachella Valley Music and Arts Festival, Bonnaroo, Lollapalooza, Glastonbury, Roskilde Festival, Reading, Virgin Mobile Fest, Leeds, Bumbershoot, Austin City Limits Music Festival, Byron Bay Bluesfest i A Campingflight to Lowlands Paradís.

## Altres projectes
A Nova York, Hütz es va fer un nom com a DJ amb un estil millor representat en el seu projecte experimental J.U.F. (Jüdisch-Ukrainische Freundschaft) i una nova encarnació, MITITIKA. També ha actuat i enregistrat amb el "Trio Kolpakov".
Hütz va fer el seu debut cinematogràfic a la pel·lícula del 2005 Everything Is Illuminated (Tot està il·luminat), interpretant el personatge d'Alex. A més del seu paper cinematogràfic, Hütz va escriure i interpretar (com a part de Gogol Bordello) part de la música de la banda sonora de la pel·lícula. Diversos membres de Gogol Bordello van fer aparicions en diversos papers a la pel·lícula.
Hütz és el tema del documental del 2006, The Pied Piper of Hützovina. Dirigida per Pavla Fleischer, la pel·lícula narra el viatge anual d'Hütz per Ucraïna i Europa de l'Est explorant les seves arrels musicals i culturals.
Hütz va interpretar el personatge principal a Filth and Wisdom, una pel·lícula del 2008 que va marcar el debut com a directora de Madonna. La pel·lícula es va estrenar al Festival Internacional de Cinema de Berlín el 13 de febrer del 2008.
Hütz va escriure la introducció per a l'edició de "Subculture Books" de Taras Bulba, publicada el desembre del 2008.
Hütz ha treballat amb "Les Claypool" en diversos projectes, inclosa la seva actuació a l'àlbum de Claypool "Of Fungi and Foe" (a la cançó "Bite Out of Life").
Hütz va aparèixer a la portada del número de maig del 2013 de l'edició d'Ucraïna de Vogue, amb la model estoniana Kätlin Aas.

## Influència
A la pel·lícula del 2006 Wristcutters: A Love Story, el personatge d'Eugene (interpretat per Shea Whigham) es basa en Hütz. A la pel·lícula apareixen diverses de les cançons de Hütz. Hütz també va ser la inspiració per al personatge Evgeni (interpretat per Oscar Isaac) a la pel·lícula de Madonna W.E.
A la mostra de roba masculina de Gucci a Milà de gener del 2008, Hütz va ser citat com la inspiració clau per a la col·lecció.

## Vida personal
L'octubre del 2008, Hütz va dir al LA Weekly que s'havia traslladat a Rio de Janeiro, Brasil. El novembre del 2009, va dir a Página/12 que s'havia traslladat a São Paulo.

## Filmografia
- Kill Your Idols (2004) com ell mateix
- Kill Your Darlings (2004 curt metratge) com el príncep
- Everything Is Illuminated (2005) es Alex
- The Pied Piper of Hützovina (2006) com ell mateix
- Gogol Bordello Non-Stop (2008) com ell mateix
- Filth and Wisdom (2008) es A.K.
- Let Fury Have the Hour (2012) com ell mateix